# Ilirgytgyn
Der Ilirgytgyn (jakutisch Илиргытгын, russisch Илиргыткин Ilirgytkin) ist ein See im Nischnekolymski ulus im Norden der russischen Republik Sacha.
Der See wird vom Fluss Batapwaam durchflossen, der aus dem benachbarten See Etapligytgyn kommt, nachfolgend in den Batapwaamgytgyn fließt und schließlich in die Ostsibirische See mündet, deren Küste etwa 25 km vom Ilirgytgyn entfernt ist. Der See besitzt eine Fläche von 115 km² und liegt etwa neun Metern über dem Meeresspiegel. In seinem östlichen Teil gibt es eine große namenlose Insel.
Er behält seinen Wasserstand hauptsächlich über Regenwasser und geschmolzenen Schnee.